# Mel Hirsch
Melvin M. "Mel" Hirsch (31 de julio de 1921-diciembre de 1968) fue un jugador de baloncesto estadounidense que disputó una temporada en la BAA. Con 1,68 metros de estatura, jugaba en la posición de base.

## Trayectoria deportiva

### Universidad
Su etapa universitaria transcurrió en el Brooklyn College, donde jugó tres temporadas, liderando al equipo en anotación en la primera de ellas, con 195 puntos, el sexto mejor del área metropolitana de Nueva York. Fue uno de los dos únicos jugadores de su universidad en llegar a jugar en la NBA o la BAA.

### Profesional
Tras la Segunda Guerra Mundial, fichó por los Boston Celtics, pero únicamente disputó trece partidos, en los que promedió 1,5 puntos.

#### Estadísticas en la BAA

##### Temporada regular
| Temporada | Edad | Equipo         | Liga | P  | TIT | MIN | TC  | TCA | %TC  | 3P | 3PA | %3P | TL  | TLA | %TL  | R.OF. | R.DEF. | REB | ASIS | ROB | TAP | PER | FP  | PTS |
| 1946-47   | 25   | Boston Celtics | BAA  | 13 |     |     | 0.7 | 3.5 | .200 |    |     |     | 0.1 | 0.2 | .500 |       |        |     | 0.8  |     |     |     | 1.4 | 1.5 |
| Total     |      |                | BAA  | 13 |     |     | 0.7 | 3.5 | .200 |    |     |     | 0.1 | 0.2 | .500 |       |        |     | 0.8  |     |     |     | 1.4 | 1.5 |